# كارلوس بيريرا (لاعب كرة قدم)
كارلوس بيريرا هو لاعب كرة قدم برتغالي، ولد في 25 ديسمبر 1962 في لشبونة في البرتغال. شارك مع منتخب البرتغال تحت 16 سنة لكرة القدم ومنتخب البرتغال تحت 18 سنة لكرة القدم ومنتخب البرتغال تحت 21 سنة لكرة القدم. أما مع النوادي، فقد لعب مع نادي أولهانينسي ونادي بنفيكا.

## وصلات خارجية
- كارلوس بيريرا (لاعب كرة قدم) على موقع قاعدة بيانات كرة القدم.إي يو (الإنجليزية)